# Takamado
Takamado-no-miya Norihito Shinnō (jap. 高円宮憲仁親王; ur. 29 grudnia 1954 w Tokio, zm. 21 listopada 2002 tamże) – książę Japonii, prawnik i założyciel japońskiej rodziny cesarskiej Takamado.

## Życiorys
Urodził się jako trzeci syn (najmłodsze spośród pięciorga dzieci) księcia Mikasy i jego żony księżnej Yuriko oraz bratanek cesarza Hirohito. Bezpośrednio przed śmiercią zajmował siódme miejsce  w sukcesji do japońskiego tronu. Do ślubu używał tytułu książę Norihito. 6 grudnia 1984 ożenił się z Hisako Tottori. Para miała trzy córki:
- księżniczkę Tsuguko (ur. 8 marca 1986)
- księżniczkę Noriko (ur. 22 lipca 1988), która wychodząc 5 października 2014 za mąż za Kunimaro Senge, opuściła rodzinę cesarską i utraciła tytuł, przyjmując nazwisko męża
- księżniczkę Ayako (ur. 15 września 1990), która wychodząc 19 października 2018 za mąż za Kei Moriyę, opuściła rodzinę cesarską i utraciła tytuł, przyjmując nazwisko męża

Został odznaczony Wielką Wstęgą Najwyższego Orderu Chryzantemy, grenlandzkim orderem Nersornaat oraz Wielkim Krzyżem Orderu Zasługi Republiki Włoskiej.